# Nucula declivis
Nucula declivis – gatunek małża należącego do podgromady pierwoskrzelnych.
Muszla wielkości: długość 0,5 cm, szerokość 0,4 cm, średnica 0,3 cm. Występuje na głębokości od 7 do 9 metrów. Są rozdzielnopłciowe, bez zaznaczonych różnic płciowych w budowie muszli. Odżywiają się planktonem oraz detrytusem.
Występuje od Meksyku do Panamy.